# Daia (gmina Apold)
Daia – wieś w Rumunii, w okręgu Marusza, w gminie Apold. W 2011 roku liczyła 563 mieszkańców.